# Strauss-Gletscher
Der Strauss-Gletscher ist ein 64 km langer Gletscher im westantarktischen Marie-Byrd-Land. Er fließt zwischen den Ickes Mountains und den Coulter Heights zur Ostseite der Land Bay, wo er an der Saunders-Küste in die Land Bay mündet.
Der United States Geological Survey kartierte ihn anhand eigener Vermessungen und mithilfe von Luftaufnahmen der United States Navy zwischen 1959 und 1965. Die Benennung durch das Advisory Committee on Antarctic Names im Jahr 1970 erfolgte auf Vorschlag des US-amerikanischen Polarforschers Richard Evelyn Byrd. Namensgeber ist Lewis Strauss (1896–1974), Vorsitzender der United States Atomic Energy Commission, der sich für die Nutzung der Kernenergie zur Erforschung der Antarktis einsetzte.

## Weblinks

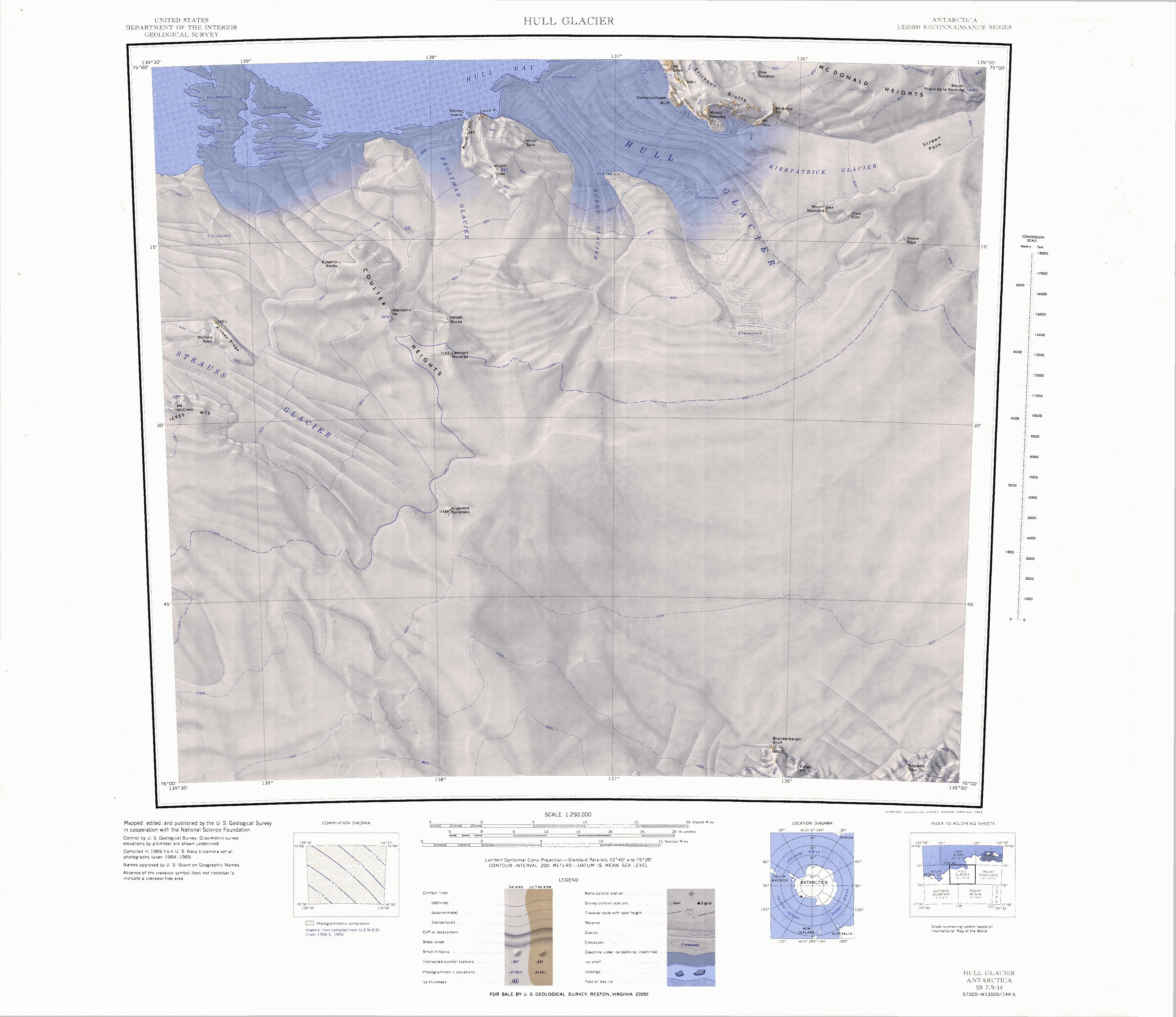
Kartenblatt von 1969, Strauss Glacier am westlichen Kartenrand